# Zhenjizhisi-Grotten
Die Zhenjizhisi-Grotten (chinesisch 真寂之寺石窟, Pinyin Zhēnjì zhī sì shíkū – „Nirwanatempel-Grotten“) im Linken Bairin-Banner, Chifeng, Innere Mongolei, Volksrepublik China, stammen aus der Zeit der Liao-Dynastie. Die Stätte befindet sich 15 km von der Stätte der ersten Hauptstadt der Kitan-Dynastie (chinesisch 辽上京遗址, Pinyin Liáo Shǎngjīng yízhǐ). Die Höhlen sind berühmt für ihre 110 Buddhastatuen.
Die Zhenjizhisi-Grotten stehen seit 2006 auf der Liste der Denkmäler der Volksrepublik China (6-819).